# Francesca Fieschi
Francesca Fieschi (... – agosto 1528) è stata una nobile italiana.

## Biografia
Era figlia di Gianluigi dei conti di Lavagna e di Caterina del Carretto.

## Discendenza
Nel 1497 sposò Ludovico Gonzaga, secondo conte di Sabbioneta ed ebbero undici figli:
cinque maschi
- Luigi detto "Rodomonte", terzo conte di Sabbioneta;
- Pirro il Cardinale;
- Gianfrancesco detto "Cagnino";
- Alfonso;
- Carlo;

e sei femmine
- Paola, moglie di Gian Galeazzo Sanvitale signore di Fontanellato;
- Ippolita, sposa di Galeotto Pico della Mirandola;
- Eleonora, consorte di Girolamo Martinengo;
- Isabella, monaca;
- Caterina, monaca;
- Giulia, moglie di Vespasiano Colonna.

## Ascendenza
|                       |                                   |                          | Genitori                        |  |  | Nonni               |  |  | Bisnonni        |  |
|                       |                                   |                          |                                 |  |  | Gianluigi I Fieschi |  |  | Antonio Fieschi |  |
|                       |                                   |                          |                                 |  |  | Gianluigi I Fieschi |  |  | Antonio Fieschi |  |
|                       |                                   | Ginevra                  |                                 |  |  | Gianluigi I Fieschi |  |  |                 |  |
| Gianluigi II Fieschi  |                                   |                          |                                 |  |  | Gianluigi I Fieschi |  |  |                 |  |
|                       |                                   | Luisetta Fregoso         | Rollando Fregoso                |  |  |                     |  |  |                 |  |
|                       |                                   | Luisetta Fregoso         | Rollando Fregoso                |  |  |                     |  |  |                 |  |
|                       |                                   | Luisetta Fregoso         | Tobietta Giustiniani de Furneto |  |  |                     |  |  |                 |  |
| Francesca Fieschi     |                                   | Luisetta Fregoso         |                                 |  |  |                     |  |  |                 |  |
|                       | Giovanni I Lazzarino Del Carretto | Lazzarino I Del Carretto |                                 |  |  |                     |  |  |                 |  |
|                       | Giovanni I Lazzarino Del Carretto | Lazzarino I Del Carretto |                                 |  |  |                     |  |  |                 |  |
|                       | Giovanni I Lazzarino Del Carretto | Caterina Del Carretto    |                                 |  |  |                     |  |  |                 |  |
| Caterina Del Carretto | Giovanni I Lazzarino Del Carretto |                          |                                 |  |  |                     |  |  |                 |  |
|                       |                                   | Viscontina Adorno        | Barnaba Adorno                  |  |  |                     |  |  |                 |  |
|                       |                                   | Viscontina Adorno        | Barnaba Adorno                  |  |  |                     |  |  |                 |  |
|                       |                                   | Viscontina Adorno        | Brigida Giustiniani             |  |  |                     |  |  |                 |  |
|                       |                                   | Viscontina Adorno        |                                 |  |  |                     |  |  |                 |  |